# Březiněves
Březiněves – część Pragi leżąca w dzielnicy Praga 8, na północny wschód od centrum miasta. W 2006 zamieszkiwało ją 857 mieszkańców.